# Đũa ăn điện tử
Đũa ăn điện tử (hay gọi đơn giản là đũa điện tử, đũa điện) là một sản phẩm của các nhà nghiên cứu Nhật Bản. Đũa này có khả năng tăng cảm giác vị mặn khi ăn giúp người dùng giảm bớt lượng muối ăn hàng ngày. Đây được cho là nghiên cứu đầu tiên trên thế giới xác nhận tác dụng của việc tăng độ mặn bằng dòng điện.

## Thiết kế
Loại đũa do Giáo sư Miyashita Homei thuộc Đại học Meiji và nhà sản xuất đồ uống Kirin Holdings Co hợp tác phát triển. Cây đũa sử dụng kích thích điện và một máy tính mini cài trên cổ tay áo của người dùng. Theo những gì họ tuyên bố, các nhà nghiên cứu đã phát triển đũa tạo ra vị muối một cách nhân tạo như một phần trong nỗ lực giảm mức natri trong một số món ăn phổ biến nhất của Nhật Bản. Giáo sư Miyashita cũng cho biết đôi đũa làm cho họ có cảm giác mặn hơn dù không thực sự ăn muối. Ông còn là người phát triển chiếc TV có thể liếm được.

### Thử nghiệm
Có một thử nghiệm sản phẩm dành cho những người theo chế độ ăn ít natri. Kết quả cho thấy đũa giúp tăng vị mặn của thức ăn. Người tham gia khi ăn xúp miso giảm muối đã nhận xét rằng món ăn được tăng cường độ đậm đà, vị ngọt và hương vị tổng thể.
Sau đó, họ tiến hành các bài kiểm tra bằng cách cho các đối tượng ăn một loại gel có hàm lượng muối cụ thể và yêu cầu họ đánh giá vị mặn của nó như thế nào để đưa ra tiêu chuẩn. Sau đó, họ tiếp tục để người thử nghiệm ăn gel với lượng muối giảm 30%. Số liệu của các đối tượng thử nghiệm cũng báo cáo mức độ mặn cảm nhận được giảm xuống chính xác một cách "đáng ngạc nhiên" vào khoảng 30%.
Trong bài kiểm tra cuối cùng, các đối tượng được phục vụ cùng một loại gel đã khử muối nhưng lại ăn bằng đũa điện. Kết quả là số liệu độ mặn cảm nhận được đã tăng lên 50%, làm cho gel giảm muối có vị mặn hơn so với gel mặn ban đầu.

### Hoạt động và công dụng
Khi tác động vào lưỡi một kích thích cực dương yếu (kích thích bằng điện tích dương), các tế bào vị giác cảm nhận vị giác bị kích thích và có thể làm cho lưỡi có cảm giác mặn.
Có bốn mức cường độ cài đặt trên đũa và người ăn có thể cảm nhận dòng điện trên tất cả các mức độ. Dòng điện này không gây khó chịu nhưng có một cảm giác ngứa rõ rệt. Kết quả, giáo sư Miyashita và Kirin cho biết các thử nghiệm lâm sàng trên những người theo chế độ ăn ít natri đã xác nhận rằng thiết bị này giúp tăng vị mặn của thực phẩm ít natri lên khoảng 1,5 lần.

## Phát hành
Đũa ăn điện tử được cho là sẽ thu hút sự quan tâm của người tiêu dùng Nhật Bản, vì chế độ ăn truyền thống của nước này ưa chuộng vị mặn. Năm 2022, đũa ăn điện tử mới dừng lại ở nguyên mẫu. Giáo sư Miyashita và Kirin đang hoàn thiện phát triển ra loại đũa có khả năng tạo mùi, hay thảo luận về việc sử dụng công nghệ này trong thìa và bát trà. Họ đang tinh chỉnh nguyên mẫu của đũa và đặt mục tiêu bắt đầu bán sản phẩm sớm nhất vào năm 2023. Cả ông và công ty Kirin đều hy vọng có thể đưa ra thị trường phiên bản chính thức sớm nhất là vào năm 2023. Thiết bị này đang hướng tới mục tiêu sử dụng thực tế trong 23 đến 24 năm.